# G2 Esports
G2 Esports (Раније познат као „Gamers2”) је Европска Е-спорт организација са седиштем у Берлину, Немачка. Са играчима који се такмиче у League of Legends(Срп. Лига легенди, познатије као ЛоЛ.), Valorant, Counter-Strike: Global Offensive, HearthStone, Rocket League, Rainbow six siege и I-Racing. Организација је основана 24. фебруара 2014. Под називом „Gamers2”. Организација је преименована у G2 Esports 15. октобра 2015. године.
G2 League of Legends тим се такмичи у League of Legends European Championship  (LEC), Највиши ниво такмичења у Лол-у у Европи. Тим је освојио и Пролећни и Летњи 2016 и 2017 EU LCS, као и Пролећни и Летњи 2019 и 2020 LEC. G2 Тим у Rainbow six siege такмичи се у Европској Лиги (EUL) Највиши ниво такмичења у Rainbow six siege у Европи. Тим је освојио Six Major 2018, European Pro League у сезони 8, the Pro League у сезони 8 Finals, DreamHack Winter 2018, Six Invitational 2019 И завршили дрги у Six Major 2019 и European Pro League у сезони 11.

## Тренутна подела

### League of Legends

#### Историја
Gamers2 је почео играти League of Legends 2014 године. С почетним тимом, на горњем путу (eng. top lane) Дџеспер „Jwaow” Странгрин (Jesper Strandgren), у џунгли Себастиан „Morden” Естебан Фернандез (Sebastián Esteban Fernández), ADC Солер „Yuuki60” Флорен (Soler Florent), support Хуго „Dioud” Падиол (Hugo Padioleau).
Тим је учествовао у Spring Expansion Труниру и испали из њега у другом кругу када их је екипа n!faculty победила.
Gamers2 Је преименован у G2 Esports када су се квалификовали на EU LCS Spring Season 2016 године.
G2 је завршио на првом месту на EU LCS Spring Split 2016 године, тиме је стекао право на учествовању на турниру Mid-Season Invitational 2016 у Шангају. G2 би представљао Европу на турниру против 5 других тимова. Али, у недељама пре турнира тим је био на одмору, па су на турнир дошли неспремни и изгубили 8 од 10 игри. једине две победе су биле против најниже рангираних тимова. 
После тога, G2 је успео да се квалификује три пута та редом на EU LCS.
G2 је постао први тим који је крунисан као LEC шампион када је у финалу победио Origen са 3-0, 14 априла 2019 године.
После лагане победе против Тима Liquid из Северне Америке у финалу 2019 Mid-Season Invitational са 3-0. G2 је постао први Европски тим који је освојио интернационални турнир у спонзорству РИОТ-а (eng. RIOT), након што је Fnatic освојио светски шампионат у првој сезони (engl. Season 1 World Championship).
Крајем лета 2019 године, Поново су освојили 2019 LEC Summer Split након победе над Fnatic 3-2 у финалу да би сачували своју шесту титулу на том турниру.
На светском шампионату 2019 године. G2 Је завршио разочаран након изгубљене игре у полуфиналу против тима FunPlus Phoenix.
у  2020 LEC Spring Split, G2 је дошао до првог места у регуларној сезони, али изгубивши у првом мечу у баражу против MAD Lions, пада у губитничку групу. Одакле G2 побеђује следеће 3 игре и осваја своју 7. титулу и успева да се изједначи са тимом Fnatic.

#### Тренутна постава
| Име и Презиме    | Име у игри | Позиција                  | Националност |
| ---------------- | ---------- | ------------------------- | ------------ |
| Мартин Хансен    | Wunder     | Горњи пут (ен. Top Lane)  | Данска       |
| Маркин Јанковски | Jankos     | Џунгла (ен. Jungle)       | Пољска       |
| Винтер Расмус    | Caps       | Средњи пут (ен. Mid Lane) | Данска       |
| Ларсон Мартин    | Rekkles    | АДЦ (ен. AD Carry)        | Шведска      |
| Мехл Миахел      | Mikyx      | Подршка (ен. Support)     | Словенија    |

### Counter-Strike: Global Offensive

#### Историја
G2 Esports је преузео поставу екипе Team Kinguin, 11. септембра 2015. Године. G2 је завршио DreamHack Open: Cluj-Napoca 2015. 20. јануара 2016. Године G2 Esports је објавио да је FaZe Clan преузео њихову интернационалну екипу.
1. фебруара 2016. G2 је најавио нову екипу која прича на француском, која се састоји од почетног тима екипе Titan. 9. априла одмах након завршеног MLG Major Championship: Columbus, на коме су били 9-12 место. G2 је најавио да ће Александре „bodyy” Пианаро (Alexandre Pianaro) заменити Кевин „Ex6TenZ” Дроланс (Kévin Droolans).
G2 је завршио 2. на ESL Pro League, 16 маја 2016. након изгубљене игре, са реѕултатом 2-3, против Luminosity Gaming у великом финалу. G2 Esports је освојио Esports Championship Series након победе над Luminosity у финалу 26 Јуна 2016.
3. фебруара 2017. године, у G2 долазе 3 играча из тима EnVyUs, Кени „kennyS” Шрaб (Kenny Schrub), Дан „apEX ”Мадсклер(Dan Madesclaire) и Нитн „NBK” шмит (Nathan Schmitt). Ову нову екипу су назвали „Француски супер тим”(eng. French Super Team). Играчи који су тада замењени су Адил „ScreaM” Бенрилтом (Adil Benrlitom), који је прешао у тим EnVyUs, Седрик „RpK” Гуипо(Cédric Guipouy), који је такође прешао у тим EnVyUs и Едвард „SmithZz” Дуброду (Edouard Dubourdeaux) који је сада главни тренер G2 Esports.
4. Јуна 2018. SmithZz и Ex6TenZ замењују apEX и NBK у активној постави .
8. Oктобра 2018. apEX и NBK напуштају G2 након што их је преузео тим Vitality.
у Новембру 2018, у G2 долазе JaCkz и Lucky док SmithZz и Ex6TenZ прелазе на клупу.
8. Марта 2019, AmaNEk долази у G2 и избаца bodyy из активне поставе тима.
30. септембра 2019, Немања „Nexa” Исаковић и Немања „huNter” Ковач из екипе CR4ZY долазе на место Lucky и Shox, од тада је Nexa и капитен тима.
20. октобра 2020, у G2 долази Никола „NiKo” Ковач из FaZe кална коме још увек није објављена плата. овај долазак га спаја са братом, huNter-ом. G2 је касније објавио да је JaCkz слободан и да не желе да имају екипу са 6 људи.
4. Марта 2021. kennyS прелази на клупу, а JaCkz се враћа у активну поставу тима.

#### Титуле
- 1. место – DreamHack Open Tours 2017[27]
- 1. место – ESL Pro League Сезона 5[28]
- 1. место – Esports Championship Series Сезона 1
- 1. место – DreamHack Masters Malmö 2017[29]
- 1. место - Blast World Final 2022
- 1. место - IEM Katowice 2023

#### Тренутна постава
| Име и Презиме | Име у игри | Националност        |
| ------------- | ---------- | ------------------- |
| Никола Ковач  | Niko       | Босна и Херцеговина |
| Илија Осипов  | m0NESY     | Русија              |
| Рашмус Нилсен | HooXi      | Данска              |
| Немања Ковач  | huNter-    | Босна и Херцеговина |
| Џастин Севиџ  | jks        | Аустралија          |

### Rocket League

#### Историја
Lachinio и 0verZer0 су напустили тим, а Дилон „Rizzo” Ризо (Dillon Rizzo) и Jknaps су изабрани 22. фебруара 2017.
тим је освојио турнир ELEAGUE Cup 2017 након 3 пропуштене сезоне RLCS и позиционирали се као 3. на Dreamhack Leipzig 2018.
У сезони 5 завршили су на 7 - 8 позицији на RLCS светском шампионату.
У сезони 6 завршили су на 9 - 10 позицији на RLCS светском шампионату.
7. јануара 2019. Тим је избацио тадашњег капитена Kronovi и преузео Chicagо из тима Evil Geniuses. Kronovi је прешао за тим Rogue. Тада је G2 завршио други на RLCS светском шампионату, у 7. сезони са Chicago као капитеном тима.
G2 је пропустио RLCS сезону 8 и одлучио да окрене нови лист и тада су заређали низ победа.
Након друге позиције у League Play. G2 се суочио са NRG у полуфиналу RLCS сезоне 9 Северно-Америчког регионалног шампионата.

#### Тренутна постава
| Име и Презиме   | Име у игри | Националност |
| --------------- | ---------- | ------------ |
| Дилон Ризо      | Rizzo      | САД          |
| Дџејкоб Кнапмен | JKnaps     | Канада       |
| Рид Вилен       | Chicago    | САД          |

### Rainbow Six Siege

#### Историја
G2 Esports је преузео целу поставу PENTA Esports, свих 5 играча и 2 тренера су дошли у G2 пар дана пре него што су били избалени из групне фазе на Six Major Paris. Ови играчи су победници Six Invitational 2018 и вишеструки Pro League шампиони и у G2 су прешли 10. августа 2018. Године. Тим је убрзо доказао да је G2 донео праву одлуку и да им се то исплатило. Победом на турниру Six Major у Паризу и освојивши награду од $350.000.
Тим је освојио Six Invitational 2019 (Светски шампионат), победом над тимом Empire са 3-0, 17. фебруара 2019.
Након што су у тим дошли UUNO и JNSzki, G2 је изгубио Six Major Raleigh, 18. августа 2019. након изгубљене игре од 3–1 против руског ривала Empire.

#### Играчи и тренери
Pengu је проглашен као најискуснији играч и у тиму као и на Rainbow Six Siege pro league.
Fabian је капитен тима који је усмерен ка стратегијском успеху и флексибилности тима.
JNSzki је један од 2 финских играча у тиму, преузет у првој сезони из тима PENTA Sports, познат као најбољи стрелац у историји про лиге. JNSzki је напустио тим 27. Маја 2019. заменивши га фински играч UUNO.
Kantoraketti члан тима ENCE је био на позајмици у PENTA  (сада G2) за потребе LAN финала сезоне 7 Pro League. Када је SHA77E отишао из тима PENTA, Kantoraketti и званично постаје 5. члан у тиму PENTA.
UUNO Најновији члан тима који је дошао у тим 27. Маја 2019. заменивши JNSzki који се вратио у његов почетни тим Mousesports у којем су обоица некада играли. UUNO је играо за PENTA Academy трениран тадашњим тренером G2.
Shas[O]Uas (Shas) је један од људи који је најдуже на позицији тренера у односу на све тимове у игрици.
Sua је помоћни тренер и аналитичар тима G2. заменивши Ferral који је сада играч у тиму Secret, а који је пре тога био главни тренер у тиму ENCE Esports, предходни тим jNSzki, SHA77E, и Kantoraketti (сада GiFu Esports). 22. новембра 2019. Goga је замењен немачким играчем Паскал „Cry1NNN” Алоан (Pascal Alouane). Непосредно пред Six Invitational 2020, Cry1NNN је постављен на клупу тима а заменио га је Ференк „SirBoss” Мерес(Ferenc Mérész), који је узет на позајмицу из тима PENTA. Након турнира SirBoss је напустио G2 Esports.
3. Марта 2020. G2 Esports је најавио њихов нов „Супертим”. Преузевши Бен „CTZN" МекМилан (Ben McMillan) из Natus Vincere и Џејк „Virtue” Гранан (Jake Grannan) из тима Fnatic. док је Fabian, који је један од играча који је најдуже у тиму, прешао на клупу. и који ће званично напустити тим 6. Јуна 2020. Године.

#### Тренутна постава
| Име и Презиме    | Име у игри   | Националност |
| ---------------- | ------------ | ------------ |
| Џордан Морлеј    | Kayak        | УК           |
| Јунахи Тоивонен  | Kantoraketti | Финска       |
| Алекси Тупопонен | UUNO         | Финска       |
| Џејк Гранан      | Virtue       | Аустралија   |
| Бен МекМилан     | CTZN         | УК           |

## Раније поделе

### Call of Duty
G2 Esports најавио њихову Call of Duty Black Ops 4 екипу, 25. октобра 2018. Године.